# Villa Borghese
Villa Borghese er en stor park i det nordøstlige Rom, som har fået sit navn efter slægten Borghese.
Villaen blev opført 1613–1616 på befaling af kardinal Scipione Borghese. Under Camillo Filippo Ludovico Borghese, som var svoger til Napoleon 1., blev den udbygget i klassicistisk stil. Ejendommen er på cirka seks kvadratkilometer.
Populære seværdigheder er Giardino del Lago, ridebaner ved Piazza Siena og Fontana dei Cavalli Marini fra 1770. Casino Borghese huser kunstmuseet Galleria Borghese.

## Fontæner i Villa Borghese
- Fontana del Fiocco
- Fontana dei Cavalli Marini
- Fontana dei Pupazzi
- Fontane Oscure
- Mostra dell'Acqua Felice